# Luciano Magnalbò
Luciano Magnalbò (Macerata, 5 aprile 1943) è un politico italiano.
Laureato in giurisprudenza, svolge l'attività di avvocato, giornalista e scrittore. Ha creato e diretto i periodici Pentapolis e Quartopotere, ed i suoi articoli di costume scritti per Il Messaggero, Il Resto del Carlino e Corriere Adriatico sono stati raccolti nel libro l'Orologio del Magnalbò.

## Biografia
Nato a Macerata il 5 aprile 1943, marchigiano da parte di padre, Enrico, e lombardo/emiliano da parte della madre Giovanna, nipote del Generale Ferruccio Ranza, compagno di volo di Francesco Baracca, unico figlio della coppia; fin da piccolo per abbattere la solitudine inizia ad occupare il tempo attraverso l'arte.
Dopo essersi laureato in giurisprudenza a Napoli alla Federico II, si abilita alla professione nel 1968, iniziando a Civitanova Marche. Negli anni 1970 ha frequentato l'Accademia di belle arti di Macerata dove è stato allievo di Remo Brindisi, e dedica parte del suo tempo alla pittura.
Ricercatore di Archivio è autore di Storie di Famiglia, una saga familiare riguardante un ceppo gentilizio che ha dominato il territorio marchigiano tra il fiume Chienti e il fiume Tesino dal IX secolo al 1300 ( primo volume). Nel secondo volume di Storie di Famiglia - in cui compare il sottotitolo "Mi chiamo Magnalbò" - la narrazione continua, spiegando come e perché da un atto notarile del 25 novembre 1416 venga fuori per la prima volta il soprannome Magnalbò (Nicolaus Antonii Coluctii Rainaldi alias Magnalbò). Il terzo volume, che comprende il periodo dal 1700 al 1805, è in corso di stesura, e la trilogia verrà pubblicata nel suo insieme.
Entrando nel mondo del giallo ha pubblicato con Albatros "Assassinio in villa", seguito da "La Contessa scomparsa", due libri leggeri e divertenti ambientati nelle Marche, tra il Fermano e il Maceratese.
Tra il 2000 e il 2006 ha pubblicato vari saggi per un Manifesto della Destra, e fino al 2010 ha curato personalmente un blog di satira politica; scrive poesie anche in dialetto, queste ultime quasi tutte ambientate nel mondo rurale del secondo dopoguerra.

### La carriera politica
Nel 1996 viene eletto al Senato della Repubblica per Alleanza Nazionale. È membro della 1ª commissione permanente (Affari Costituzionali), della 9ª commissione permanente (Agricoltura e produzione agroalimentare), e della giunta affari Comunità Europee.
Nel 2001 è confermato al Senato della Repubblica per Alleanza Nazionale come vice capogruppo di AN. È vicepresidente della 1ª Commissione permanente (Affari Costituzionali), capogruppo nella 14ª commissione permanente (Politiche dell'Unione europea), e membro del comitato di Schengen.